# 오몽녀
《오몽녀》는 한국에서 제작된 나운규 감독의 1937년 영화이다. 윤봉춘 등이 주연으로 출연하였고 분도주차랑 등이 제작에 참여하였다. 서울 단성사에서 초연되었다.

## 출연

### 주연
- 윤봉춘
- 노재신
- 김일해
- 임운학

## 기타
- 원작자: 이태준
- 조명: 최진
- 녹음: 이필우

## 같이 보기
- 일제강점기
- 한국 영화